# فاتن (اسم)
فاتن هو اسم علم شخصي مؤنث ومذكر أيضاً من أصل عربي ومعناه الفائق الجمال، ينتشر هذا الاسم في العالم العربي وخصوصاً عند الإناث أكثر من الذكور وينتشر وكذلك في بعض الدول الإسلامية مثل إيران وتركيا وباكستان وإندونيسيا.

## الشخصيات
- فاتن حمامة ممثلة مصرية
- فاتن شاهين ممثلة سورية
- فاتن فريد مغنية وممثلة مصرية
- فاتن زهران محمد كيميائية مصرية
- فاتن صدقية مغنية إندونيسية
- فاتن يحياوي لاعبة كرة يد تونسية